# Менухин, Иегуди

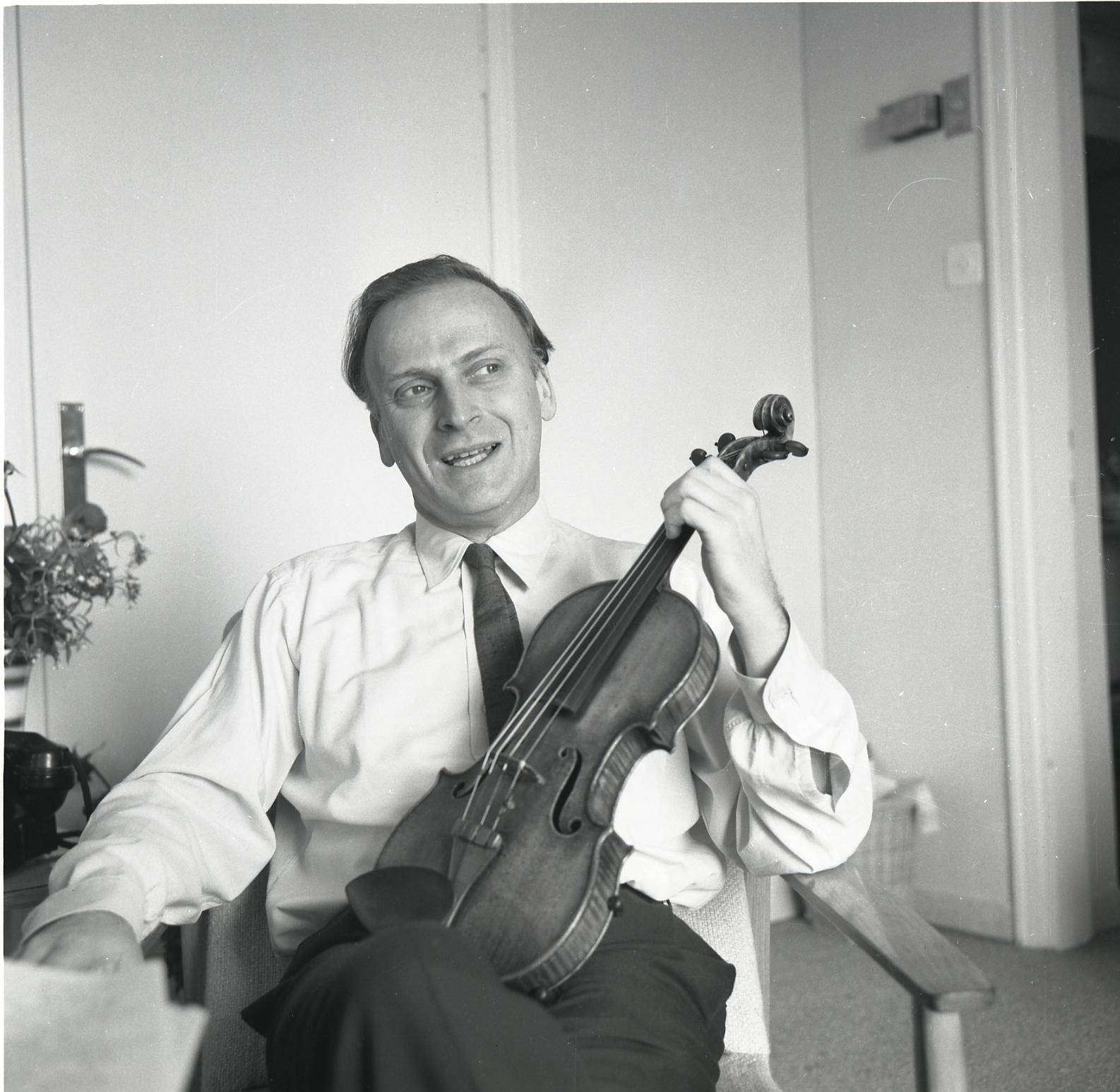
Менухин, 1963

Иегуди Мену́хин, барон Мену́хин (англ. Yehudi Menuhin, Baron Menuhin, 22 апреля 1916, Нью-Йорк — 12 марта 1999, Берлин) — американский скрипач и дирижёр.

## Биография и творчество
Сын писателя Моше Менухина (первоначально Мнухина), уроженца Гомеля, и Маруты Шер, уроженки Ялты. Начал заниматься музыкой в три года. Первоначально занимался под руководством Луиса Персинджера, затем учился в Европе у Джордже Энеску и Адольфа Буша. Первый сольный концерт с симфоническим оркестром Сан-Франциско дал в 7-летнем возрасте.
С перенапряжением выступал во время Второй мировой войны перед войсками союзников, дал свыше пятисот концертов. В апреле 1945 года вместе с Бенджамином Бриттеном выступил перед бывшими узниками освобожденного британскими войсками концлагеря Берген-Бельзен. Как знак примирения, дал в 1947 году в послевоенной Германии концерт с Вильгельмом Фуртвенглером, обвинявшимся в своё время в сотрудничестве с гитлеровским режимом.
В 1945 году стал первым зарубежным исполнителем, приехавшим в СССР после войны, для исполнения двойного концерта Баха совместно с Давидом Ойстрахом.
С 1959 года жил в Великобритании, в 1962 году создал в графстве Суррей Школу Иегуди Менухина.
В 1970 году стал гражданином Швейцарии. Музыкант классического репертуара, Менухин в 1980-х годах записал несколько джазовых композиций вместе со Стефаном Грапелли, несколько концертов восточной музыки — с ситаристом Рави Шанкаром.
В 1977 году вместе со скрипачом-любителем Яном Струцкером реализовал благотворительный проект «Живая музыка сейчас».[значимость факта?]
В 1985 году принял подданство Великобритании. В 1983 году основал в графстве Кент фонд Иегуди Менухина в поддержку молодых музыкантов.
Выступал до преклонных лет: в 1990 году с Молодёжным оркестром Азии, британским виолончелистом Джулианом Ллойдом Уэббером и группой молодых исполнителей из стран Азии проехал с концертным турне по Японии, Тайваню, Сингапуру и Гонконгу.
В 1997 году Иегуди Менухин прислал приветствие Международному Дельфийскому совету с такими словами:
Я не могу представить себе более ценной модели духа соревнований друг с другом, чем модель греков. Они помещали утонченность тела, разума и духа на неделимый алтарь жизни.
Среди известных учеников музыканта — Дэниэл Хоуп.
Умер Менухин в Берлине 12 марта 1999 года. Похоронен на территории созданной им школы.
Некоторые[кто?] считают Менухина важным ранним популяризатором йоги на Западе в ранних 1950-х годах. Он брал уроки у Индры Деви, которая открыла первую студию йоги в США, в Лос-Анджелесе, в 1948 году.

## Семья
Первая жена — Нола Николас. Дети: дочь Замира и сын Кров.
Вторая жена — английская балерина Диана Гулд. Дети: сыновья Джеральд и Джереми.
Сестра — Хефциба Менухин (1920—2.01.1981, Лондон), пианистка, выступала в Нью-Йорке, Париже, Лондоне, вместе с братом получила в 1932 году французскую Национальную премию граммофонных дисков, принимала участие в пацифистском движении, в 1977 году избрана председателем Международной женской лиги мира и свободы, замужем за докт. Хаузером, директором Института социальных изысканий в Англии.

## Инструмент
Чаще всего Менухин играл на инструментах работы Гварнери дель Джезу (1739 и 1742).

## Менухин и филателия
На протяжении 30 лет, с 1969 по 1999 год, Иегуди Менухин был руководителем международной филателистической ассоциации Philatelic Music Circle. С 1980 по 1997 год он был также председателем международного жюри ежегодной премии имени Роберта Штольца, которая присуждалась художникам за лучшую почтовую марку музыкальной тематики.
В 2001 году была учреждена премия Иегуди Менухина за лучшую марку музыкальной тематики.

## Почётные звания и награды
- Командор Ордена Британской империи (Великобритания, 1965).
- Премия Джавахарлала Неру[англ.] (1968).
- Премия мира немецких книготорговцев (1979).
- Медаль Альберта (Королевское общество искусств) (1981)
- Премия Эрнста Сименса (1984).
- Премия центра Кеннеди (1986).
- Гранд-офицер Ордена Почётного легиона (Франция, 1986).
- Кавалер Ордена за заслуги (Великобритания, 1987).
- Премия Гленна Гульда за вклад в искусство (1990).
- Премия Вольфа (1991).
- В 1993 году получил титул барона.
- Премия принцессы Астурийской (1997).
- Большой крест в специальном исполнении ордена «За заслуги перед Федеративной Республикой Германия» (Германия, 1997).
- Кавалер ордена «За заслуги» (Франция, 1997).
- Гранд-офицер Ордена Великого князя Литовского Гядиминаса (Литва, 10 февраля 1998)[10].
- Кавалер Большого креста ордена Сантьяго (Португалия, 15 мая 1998)[11].
- Золотая медаль Королевского филармонического общества.
- Медаль Пикассо[англ.].
- Почётный доктор Фризского университета в Брюсселе.
- Введён в Зал славы журнала Gramophone[12].

## Документальные фильмы
О скрипаче сняты документальные фильмы:
- 1970 — «Иегуди Менухин, путь, залитый светом».
- 1996 — «Иегуди Менухин, скрипка века», режиссёр Брюно Монсенжон[13].
- 2016 — «Иегуди Менухин. Сокровище Швейцарии» (фр. Yehudi Menuhin, l’héritage suisse), режиссёр Феличе Ценони (Felice Zenoni), Мартина Эги (Martina Egi).

## Мемуары
- Менухин И. Странствия. — М.: Колибри, 2008.